# Ďurďoš
Ďurďoš (bis 1927 slowakisch auch „Dzurdzoš“; ungarisch Györgyös) ist eine Gemeinde im Osten der Slowakei mit 285 Einwohnern (Stand 31. Dezember 2024), die im Okres Vranov nad Topľou, einem Teil des Prešovský kraj, liegt.

## Geographie
Die Gemeinde befindet sich in den Niederen Beskiden im Bergland Ondavská vrchovina, im Tal der Topľa am deren linken Ufer. Das Ortszentrum liegt auf einer Höhe von 180 m n.m. und ist vier Kilometer von Hanušovce nad Topľou, neun Kilometer von Giraltovce sowie 26 Kilometer von Vranov nad Topľou entfernt.
Nachbargemeinden sind Mičakovce im Norden, Kobylnice im Nordosten, Prosačov im Osten, Bystré und Hanušovce nad Topľou im Süden, Vlača im Westen und Babie im Nordwesten.

## Geschichte
Ďurďoš wurde zum ersten Mal 1363 als Gurgus schriftlich erwähnt, weitere historische Bezeichnungen sind unter anderen Gyvrges (1410) und Djurďaš (1808). Das Dorf war Teil der Herrschaft von Čičava, im 19. Jahrhundert war es Besitz der Familie Balassa. 1493 wurden 12 Porta verzeichnet, 1715 gab es acht verlassene und sechs bewohnte Haushalte.
1787 hatte die Ortschaft 28 Häuser und 179 Einwohner, 1828 zählte man 20 Häuser und 155 Einwohner, die als Landwirte und Viehzüchter tätig waren.
Bis 1918 gehörte der im Komitat Sáros liegende Ort zum Königreich Ungarn und kam danach zur Tschechoslowakei beziehungsweise heute Slowakei. In der Zeit der ersten tschechoslowakischen Republik waren die Einwohner als Landwirte und Waldarbeiter beschäftigt. Während des Slowakischen Nationalaufstandes unterstützten die Einwohner Partisanengruppen in der Gegend. Am 7. September 1944 erschossen NS-deutsche Truppen drei Einwohner der Gemeinde. Nach dem Zweiten Weltkrieg wurde die örtliche Einheitliche landwirtschaftliche Genossenschaft (Abk. JRD) im Jahr 1958 gegründet, ein Teil der Einwohner pendelte zur Arbeit in Industriegebiete in Prešov und Košice.

## Bevölkerung
| Jahr                | 1994 | 2004  | 2014     | 2024    |
| ------------------- | ---- | ----- | -------- | ------- |
| Anzahl der Personen | 188  | 235   | 267      | 285     |
| Unterschied         |      | +25 % | +13,61 % | +6,74 % |

| Jahr                | 2023 | 2024    |
| ------------------- | ---- | ------- |
| Anzahl der Personen | 265  | 285     |
| Unterschied         |      | +7,54 % |

Nach der Volkszählung 2011 wohnten in Ďurďoš 245 Einwohner, davon 204 Slowaken, 20 Roma und drei Tschechen. 18 Einwohner machten keine Angabe zur Ethnie.
161 Einwohner bekannten sich zur griechisch-katholischen Kirche, 27 Einwohner zur römisch-katholischen Kirche, 23 Einwohner zur Evangelischen Kirche A. B. und sieben Einwohner zu den Zeugen Jehovas. Ein Einwohner war konfessionslos und bei 26 Einwohnern wurde die Konfession nicht ermittelt.

## Bauwerke und Denkmäler
- griechisch-katholische Kirche Himmelfahrt des Herrn

## Verkehr
Durch Ďurďoš führt die Cesta II. triedy 556 („Straße 2. Ordnung“) zwischen Giraltovce und Hanušovce nad Topľou. Im Ort zweigt die Cesta III. triedy 3632 („Straße 3. Ordnung“) nach Vlača und Babie ab.